# Būbiyān
Būbiyān (in arabo جزيرة بوبيان‎?) è un'isola del Kuwait situata nel Golfo Persico nord-occidentale a meno di 25 km di distanza dall'estuario dello Shatt al-Arab. Con una superficie di circa 863 km², è l'isola più grande dello Stato arabo; è completamente disabitata e caratterizzata da una morfologia piatta e prevalentemente paludosa.
Būbiyān è separata dalla costa del Kuwait e dell'Iraq da due canali costieri: lo Jawr as Sabiyah e il Khawr ʿAbd Allāh, quest'ultimo probabilmente una bocca di estuario in via di prosciugamento dello Shatt al-Arab. Un ponte in calcestruzzo armato precompresso di 2,38 km - costruito all'inizio degli anni 1980 - connette l'isola con l'entroterra kuwaitiano.